# Liste der Museen in Fulda
Die Liste der Museen in Fulda gibt einen Überblick über die Museumslandschaft in der Stadt Fulda in Hessen. Berücksichtigt sind gemäß ICOM-Definition lediglich Einrichtungen, die über eine eigene Sammlung verfügen und diese in für die Öffentlichkeit zugänglicher Weise ausstellen. Nicht aufgeführt sind reine Ausstellungshäuser, die ausschließlich Werke ausstellen, die sich nicht im Besitz der Institution befinden, oder Bauwerke, die außer ihrer eigenen Ausstattung keine Sammlung besitzen.

## Museen
| Name                                              | Kurzbeschreibung | gegründet/ eröffnet | Träger                                                      | Standort             | Bild | Link |
| ------------------------------------------------- | --- | ------------------- | ----------------------------------------------------------- | -------------------- | ---- | ---- |
| Propstei Johannesberg                             | Handwerkliche Werkzeuge und Modelle historischer Fachwerkhäuser, untergebracht in einem schlossähnlichen Gebäude am Rande Fuldas                                                                    |                     | Propstei Johannesberg gGmbH                                 | Johannesberg         |      |      |
| Vonderau Museum                                   | Vorgeschichte des Landkreises Fulda, Naturkunde, Malerei und Skulptur von Hofangestellten und Fuldaer Künstlern sowie ein kleines Planetarium, regelmäßige Sonderausstellungen                      | 1875                | Stadt Fulda                                                 | Altstadt             |      |      |
| Dommuseum Fulda                                   | Religiöse Kunst, mittelalterliche Plastik und Reliquien |                     | Bistum Fulda                                                | Altstadt             |      |      |
| Schloss Fasanerie                                 | Historisches Schloss mit Porzellansammlung und Antikensammlung |                     |                                                             | Bronnzell            |      |      |
| Deutsches Feuerwehr-Museum                        | Alles zur Geschichte des deutschen Feuerlöschwesens | 1963                | Deutsches Feuerwehr-Museum Fulda e. V.                      | Neuenberg            |      |      |
| Erlebniswelt Blockflöte                           | Ausstellung rund um das Musikinstrument | 2009                | Firma Mollenhauer                                           | Kohlhaus             |      |      |
| Kinder-Akademie Fulda                             | Die Kinder-Akademie Fulda (KAF) war das erste eigenständige Kindermuseum Deutschlands. Viele interaktive Objekte aus Kunst, Naturwissenschaft und Technik. Hauptattraktion ist ein begehbares Herz. | 1991                | Kinder-Akademie Fulda gemeinnützige GmbH                    | nahe Zentralfriedhof |      |      |
| Fastnachtsmuseum                                  | Das Museum beherbergt eine Sammlung zur Fastnacht in Fulda, untergebracht im Keller des Schlosses                                                                                                   | 2000                | Stadt Fulda                                                 | Altstadt             |      |      |
| Villa Franz Erhard Walther                        | Ausstellungsräume für das Frühwerk des in Fulda geborenen Künstlers und Biennale-Preisträgers 2017 Prof. Franz Erhard Walther                                                                       | 2022                | Franz Erhard Walter Foundation                              | Innenstadt           |      |      |
| Blackhorse Museum Fulda                           | Museum über die amerikanischen Truppen in der Region Fulda, Bad Hersfeld, Bad Kissingen und über die United States Army Europe allgemein                                                            | 1995                | Bundesverband der Deutsch-Amerikanischen Freundschaft e. V. | Fulda-Galerie        |      |      |
| Schausammlung der Hochschul- und LandesBibliothek | Historische Handschriften und Inkunabeln (besonders alte Drucke) |                     | Hochschule Fulda                                            | Innenstadt           |      |      |